# Lenco Bearcat

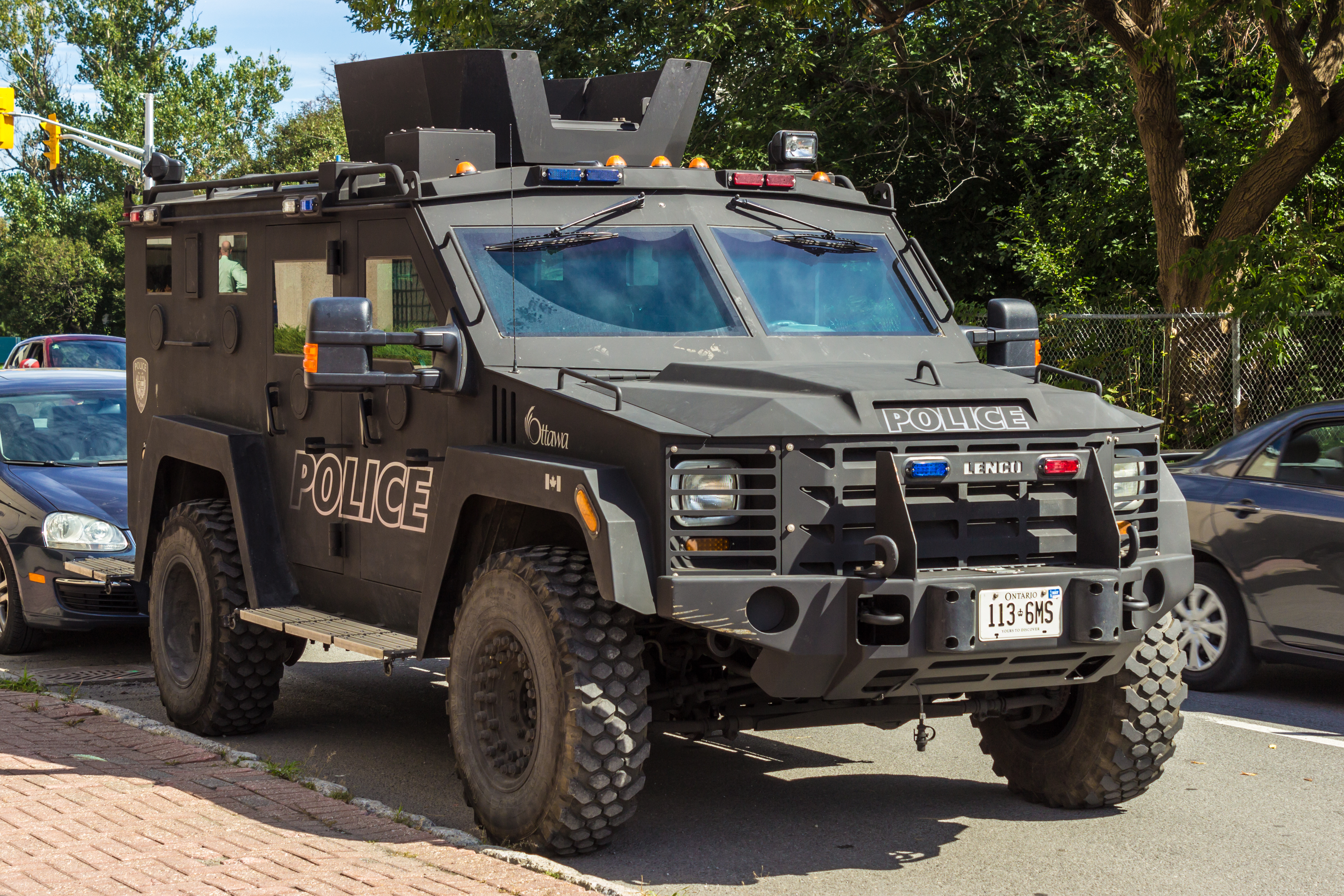
Bearcat G3 tillhörande Ottawa Police Service

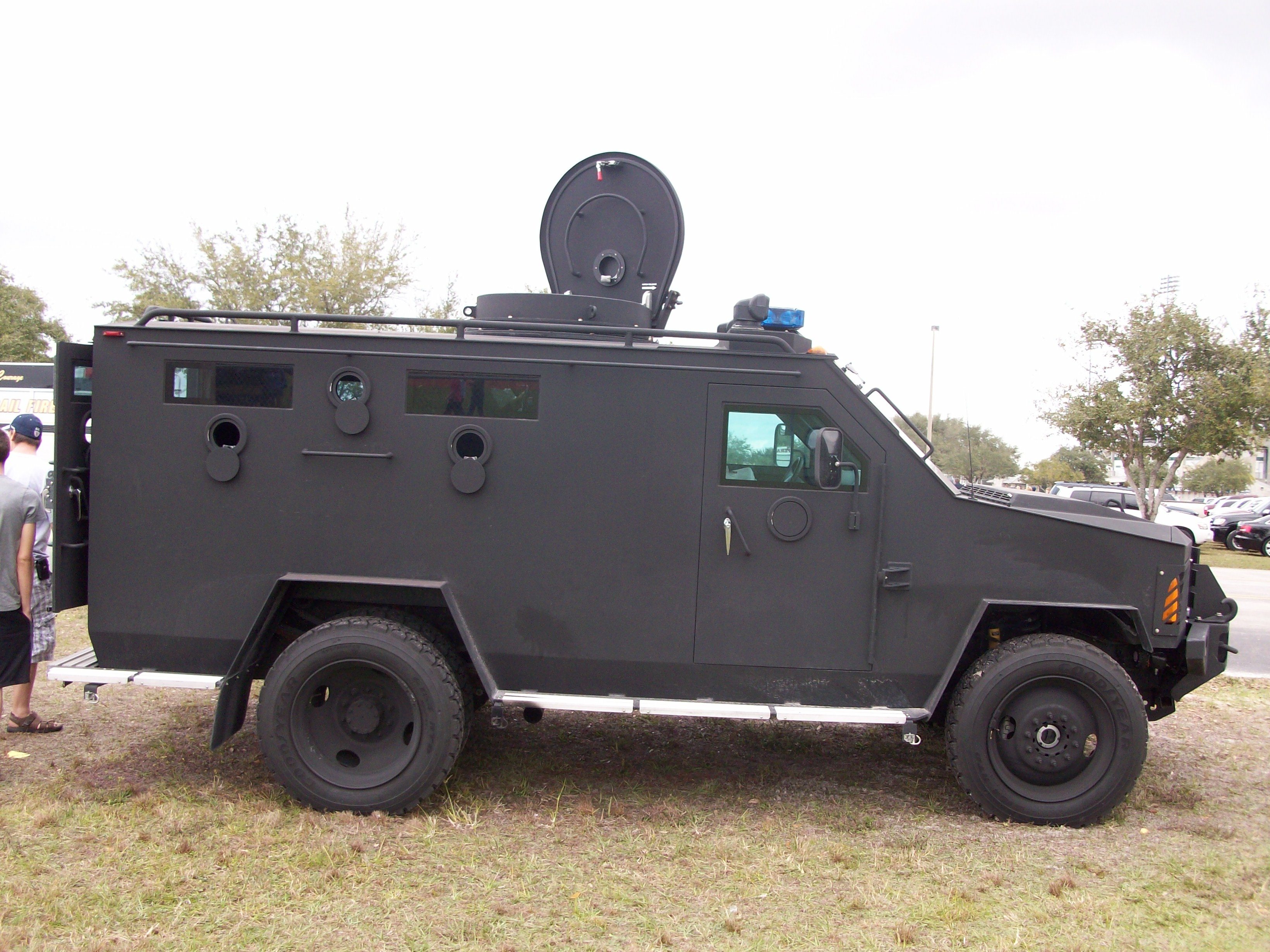
Bearcat tillhörande Lee County Sheriff's Office SWAT team i Florida

Lenco Bearcat är ett amerikanskt bepansrat fordon för polisiärt och militärt bruk. Namnet Bearcat står för "Ballistic Engineered Armored Response Counter Attack Truck". 
Lenco Industries i Pittsfield i Massachusetts i USA har utvecklat och tillverkat bepansrade fordon sedan 1981. Bearcat introducerade 2001.
Bearcat är baserad på ett Ford F-Series-pickupchassi (Ford Super Duty) och har antingen en V10 Triton bensinmotor eller en 6.7L Turbodiesel) samt en sexväxlad automatväxellåda. Den är byggd med pansarplåt på mellan 1,7 och 3,8 centimeters tjocklek.